# 바실리 야로슬라비치

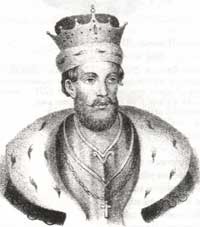

바실리 야로슬라비치(러시아어: Василий Ярославич, 1241년 ~ 1276년)는 블라디미르 대공국의 대공(재위: 1272년 ~ 1276년)이다. 류리크 왕조 출신이다.

## 생애
야로슬라프 2세 대공의 아들로 태어났으며 알렉산드르 넵스키, 야로슬라프 3세 대공의 동생이기도 하다. 1272년 자신의 형인 야로슬라프 3세의 뒤를 이어 블라디미르 대공으로 즉위했다. 1276년에 후사 없이 사망했으며 블라디미르 대공위는 알렉산드르 넵스키의 아들인 드미트리 알렉산드로비치가 승계받았다.
| 전임 야로슬라프 3세 | 블라디미르 대공 1272년 ~ 1276년 | 후임 드미트리 알렉산드로비치 |